# کریاتینولفسفات
کریاتینولفسفات (به انگلیسی: Creatinolfosfate) با فرمول شیمیایی C4H12N3O4P یک ترکیب شیمیایی است. که جرم مولی آن ۱۹۷٫۱۳ گرم بر مول می‌باشد. 